# Robert P. Burke

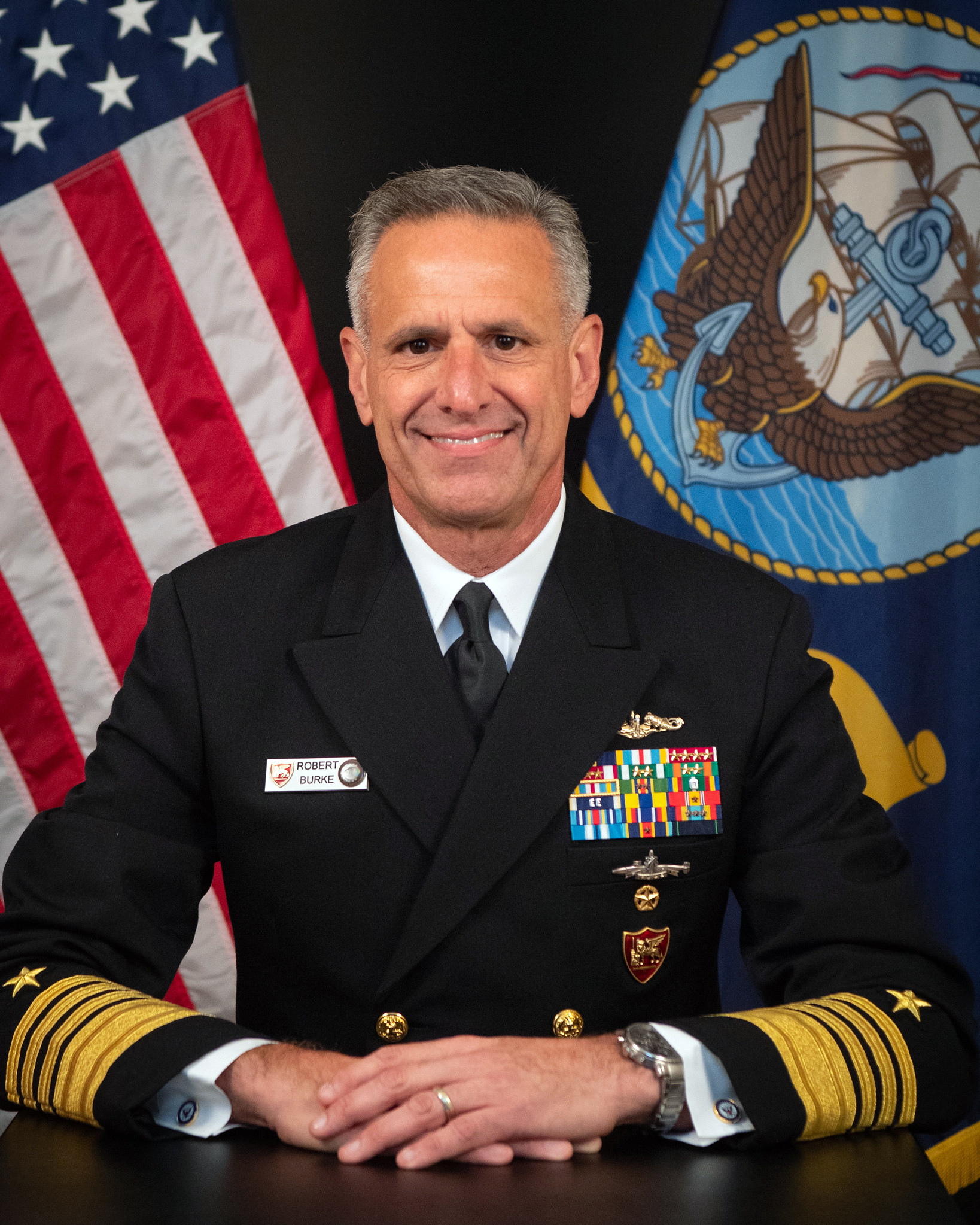
Admiral Robert P. Burke (2020)

Robert Peter Burke (* 1962 in Portage, Michigan) ist ein ehemaliger US-amerikanischer Seeoffizier und zuletzt Admiral der US Navy, der unter anderem von 2019 bis 2020 Vize-Chef für Marineoperationen (Vice Chief of Naval Operations) sowie zuletzt zwischen 2020 und 2022 Kommandeur des Alliierten Gemeinsamen Streitkräftekommandos der NATO in Neapel JFC Naples (Allied Joint Force Command Naples) und zugleich in Personalunion Kommandeur der US-Marine in Europa und Afrika NAVEUR-NAVAF (US Naval Forces Europe-Africa) war.

## Leben

### Militärische Karriere

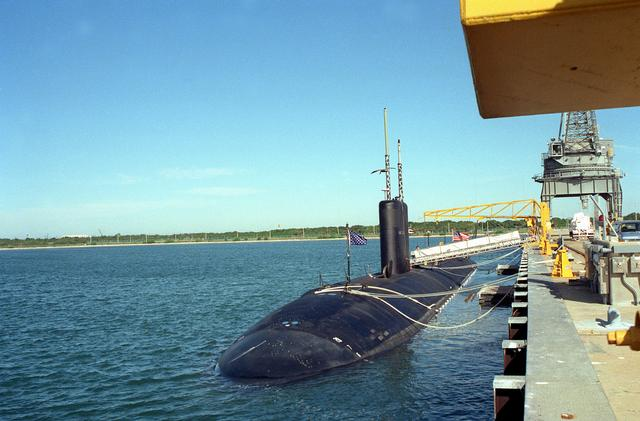
Robert P. Burke war unter anderem Kommandant des Atom-U-Bootes Hampton.

Robert Peter Burke absolvierte zunächst ein Studium der Elektrotechnik an der Western Michigan University (WMU), welches er mit einem Bachelor of Science (BS Electrical Engineering) beendete. 1983 trat er in die US Navy ein und fand verschiedene Verwendungen als Seeoffizier an Bord von Angriffs- und ballistischen Raketen-U-Booten wie der Von Steuben, der Maryland sowie der Bremerton. Ein postgraduales Studium im Fach Elektrotechnik an der University of Central Florida (UCF) schloss er mit einem Master of Science (MS Electrical Engineering) ab. Er war Instrukteur und Direktor der Abteilung Elektrotechnik an der Nuclear Power School der US Navy in Goose Creek sowie Juniormitglied des Prüfungsausschusses für Kernantriebe der Pazifikflotte USPACFLT (US Pacific Fleet).
Des Weiteren war Burke Community Manager und Programmmanager für Nuklearoffiziere sowie Leitendes Mitglied im Team zur Bewertung der taktischen Bereitschaft beim Kommandanten der U-Boot-Streitkräfte der Atlantikflotte USLANTFLT (US Atlantic Fleet). Er fungierte des Weiteren als Kommandant des Atom-U-Bootes Hampton in Norfolk sowie Kommodore des U-Boot-Entwicklungsgeschwaders DEVRON (Submarine Development Squadron) in Groton. Die Naval Submarine League zeichnete Burke 2004 mit dem „Jack Darby Award for Leadership“ aus. erhielt 2005 außerdem den nach Vizeadmiral James Bond Stockdale benannten Preis für inspirierende Führung. Er übernahm im Gemeinsamen Streitkräftekommando USJFCOM (US Joint Forces Command) den Posten als stellvertretender Direktor für die Direktion Betrieb, Strategie und Politik (J5) und als Leiter der Abteilung U-Boot-/Kernenergieverteilung (PERS-42) sowie in dem aus der Atlantikflotte hervorgegangene US-Flottenkommando USFLTFORCOM (United States Fleet Forces Command) zwischen 2012 und 2013 als Direktor für Gemeinsame und Flottenoperationen (N3/N5).
Nach seiner Beförderung zum Rear Admiral war Robert P. Burke zwischen 2013 und 2015 in Personalunion stellvertretender Kommandeur der 6. US-Flotte (US Sixth Fleet), Direktor für Operationen (N3) der US-Seestreitkräfte Europa-Afrika (US Naval Forces Europe-Africa) sowie ferner Kommandeur der U-Bootgruppe 8 (Submarine Group 8). Nachdem er daraufhin von 2015 bis 2016 Direktor für Militärische Personalplanung und -politik (OPNAV N13) im Marinestab war, übernahm er als Vice Admiral am 27. Mai 2016 von Vizeadmiral William F. Moran den Posten als Chef des Marinepersonals CNP (Chief of Naval Personnel) und war zugleich Stellvertretender Chef der Marineoperationen für Arbeitskräfte, Personal, Ausbildung und Ausbildung N1 (Deputy Chief of Naval Operations (Manpower, Personnel, Training and Education)). Auf diesem Posten blieb er bis zum 23. Mai 2019 und wurde daraufhin von Vizeadmiral John B. Nowell abgelöst.
Als Admiral wurde Burke am 10. Juni 2019 erneut Nachfolger von Admiral William F. Moran, und zwar dieses Mal als Vize-Chef für Marineoperationen (Vice Chief of Naval Operations). Dieses Amt hatte er bis zum 29. Mai 2020 inne, woraufhin Admiral William K. Lescher seine Nachfolge antrat. Zuletzt wurde er am 17. Juli 2020 Nachfolger von Admiral James G. Foggo III die Posten als  Kommandeur des Alliierten Gemeinsamen Streitkräftekommandos der NATO in Neapel JFC Naples (Allied Joint Force Command Naples) und zugleich in Personalunion als Kommandeur der US-Marine in Europa und Afrika NAVEUR-NAVAF (US Naval Forces Europe-Africa). Er hatte diese bis zum 27. Juni 2022 inne und wurde danach von Admiral Stuart Munsch abgelöst. In dieser Funktion leitete er einen gemeinsamen NATO-Stab, der für die Planung, Vorbereitung und Durchführung militärischer Operationen im gesamten Zuständigkeitsbereich des Oberbefehlshabers der Alliierten in Europa SACEUR (Supreme Allied Commander Europe) verantwortlich ist. Sein Verantwortungsbereich als Kommandeur der US-Marine in Europa und Afrika umfasste die Küstengewässer Europas und Afrikas, darunter die Ostsee, das Mittelmeer und das Schwarze Meer.

### Anklage wegen vermuteter Bestechlichkeit
Im Mai 2024 wurde Burke unter dem Verdacht der Bestechlichkeit festgenommen. Ihm wird vorgeworfen, Einfluss auf einen abzuschließenden Vertrag der Navy genommen zu haben, sodass die Firma Next Jump – Anbieter von Mitarbeiterbindungs- und Belohnungsprogramme für große Unternehmen – den Zuschlag erhielt. Burke war nach dem Ende seiner Dienstzeit im Oktober 2022 für ein jährliches Gehalt von 500.000 US-Dollar und Aktienoptionen Mitarbeiter bei Next Jump geworden. Die beiden Chief Executive Officers von Next Jump waren ebenfalls festgenommen worden und beschuldigen ihrerseits mittlerweile Burke, sie betrogen zu haben. Burke bestreitet die Vorwürfe. Bei einer Verurteilung wäre er der zweite US-Admiral, der im aktiven Dienst eines Verbrechens gegen Bundesrecht für schuldig befunden wird (nach Robert Gilbeau).

## Auszeichnungen
Auswahl der Dekorationen, sortiert in Anlehnung der Order of Precedence of Military Awards:
- Defense Distinguished Service Medal
- Navy Distinguished Service Medal (2 x)
- Defense Superior Service Medal
- Legion of Merit (5 x)